# Dirk Rossmann
Dirk Rossmann (ur. 7 września 1946 w Hanowerze) – niemiecki przedsiębiorca i miliarder, założyciel sieci drogerii Rossmann.
W 2021 roku jego majątek oszacowano na około 4 miliardy dolarów. 

## Życiorys
Urodził się w rodzinie Bernharda Rossmanna (1910–1958), właściciela apteki oraz jego żony Hilde Wilkens. Miał starszego brata Axela (ur. 1944). Po ukończeniu szkoły średniej rozpoczął przyuczenie do zawodu aptekarza, pracując w aptece swoich rodziców, dopóki nie zdecydował się na rozpoczęcie własnej działalności.
W 1972 otworzył własną samoobsługową drogerię Markt für Drogeriewaren w Hanowerze (będącą jednocześnie pierwszą samoobsługową drogerią w Niemczech). W latach 80. posiadał już 100 drogerii w północnych Niemczech, które dały początek sieci sklepów Rossmann. Na przełomie lat 1989/90 rozpoczął ekspansję w Niemczech Wschodnich i Europie Wschodniej, gdzie w 1993 roku otwarto pierwsze oddziały w Polsce i na Węgrzech. 30 września 2021 roku Dirk Rossmann przekazał zarządzanie siecią drogerii swojemu synowi Raoulowi, pozostając jednocześnie członkiem w radzie doradczej.

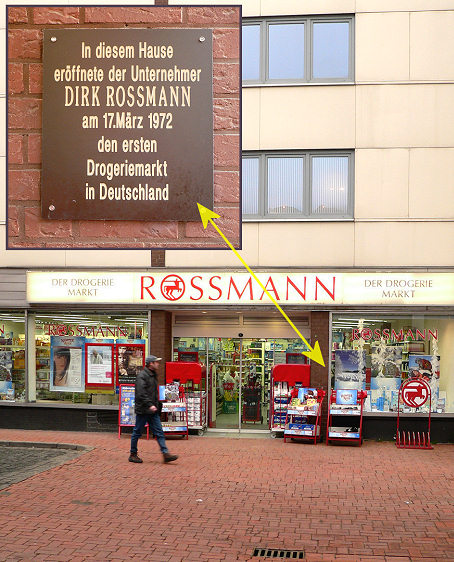
Siedziba pierwszej drogerii Rossmann, założona w 1972 w Hanowerze

Od lat 90. wspiera programy rozwojowe i z zakresu walki z AIDS w krajach Trzeciego Świata w ramach założonej przez siebie fundacji Deutsche Stiftung Weltbevölkerung. W 1998 Rossmann został odznaczony Orderem Zasługi Republiki Federalnej Niemiec. 
Wydał autobiografię pod tytułem ...i wtedy wspiąłem się na drzewo". Opowieść o karierze, odwadze i życiu. Za pośrednictwem Rossmann Beteiligungs GmbH Rossmann posiada 20 procent udziałów w klubie piłkarskim Hannover 96.

## Życie prywatne
Jest żonaty z Alice Schardt-Rossmann i ma dwóch synów. Mieszka w Dolnej Saksonii.